# روزهای بی‌قراری
روزهای بی‌قراری نام سریال ایرانی به کارگردانی کاظم معصومی، تهیه‌کنندگی امیرحسین شریفی و محصول سال ۱۳۹۳ تا ۱۳۹۵ است. اولین قسمت این سریال ۲۳ قسمتی برای اولین بار در روز ۳۰ بهمن ماه ۱۳۹۵ ساعت ۲۰:۴۵ از شبکه سه صدا و سیمای ایران پخش شد. فصل دوم این سریال برای اولین بار در روز ۱۷ فروردین ۱۳۹۸ ساعت ۲۱:۳۰ از شبکه دو صدا و سیمای ایران پخش شد.

## خلاصه داستان
در خلاصه داستان سریال آمده‌است: فرهاد، رها و سارا دوستانی هستند که در حال تحصیل در دانشگاه می‌باشند. رها و فرهاد با هم ازدواج می‌کنند. پس از یکسال رها باردار می‌شود و۰۰۰

## بازیگران
- پژمان بازغی در نقش فرهاد
- الهام حمیدی در نقش رها (رها دبیری)
- سارا صوفیانی در نقش سارا
- کامران تفتی در نقش منصور، برادرِ سارا (فصل اول)
- ابوالفضل پورعرب در نقش کاویان (مهندس کاتبی)، داییِ رها
- مجید واشقانی در نقش منصور، برادرِ سارا (فصل دوم)
- مریم خدارحمی
- حمیدرضا هدایتی در نقش آقا خلیل، پدرِ رها
- والیه علوی در نقش مادرِ رها
- عطیه غبیشاوی
- اکبر دباغیان
- زهرا برومند
- حسام منظور در نقش علیرضا، برادرِ رها
- افسانه بایگان در نقش مرجان
- حمیدرضا آذرنگ در نقش بیژن
- فخرالدین صدیق‌شریف در نقش امیرستار
- مهتاج نجومی در نقش مهرآنا
- صفا آقاجانی در نقش مهین، زن عموی سارا (فصل دوم)
- کاظم هژیرآزاد در نقش عموی سارا (فصل دوم)
- امیر حق‌بر در نقش مصطفی
- ملیکا شعبان
- جواد قامتی در نقش داماد امیرستار

## ترانۀ تیتراژ
ترانۀ تیتراژ فصل دوم سریال روزهای بی‌قراری توسط سید جلال‌الدین محمدیان خوانده شد که پس از ده سال اثر جدیدی ارائه می‌داد.